# Futbol'nyj Klub Dynamo Kyïv 1990
Questa voce raccoglie le informazioni riguardanti il Futbol'nyj Klub Dynamo Kyïv, meglio conosciuta come Dinamo Kiev, nelle competizioni ufficiali della stagione 1990.

## Stagione
Nella stagione 1990 la Dinamo Kiev vinse il suo tredicesimo e ultimo titolo nel campionato sovietico. In coppa la Dinamo Kiev, nonostante avesse sconfitto il Tekstil'ščik Kamyšin per 7-1, fu squalificata per aver schierato un calciatore in posizione non regolamentare. In Coppa delle Coppe il cammino europeo si fermò ai quarti di finale, dove la squadra di Kiev fu eliminata dal Barcellona.

## Maglie e sponsor
| Casa | Casa |

## Rosa
| N. |                             | Ruolo | Calciatore          |
| -- | --------------------------- | ----- | ------------------- |
| -  | Unione Sovietica (bandiera) | P     | Viktor Čanov        |
| -  | Unione Sovietica (bandiera) | P     | Aleksandr Jidkov    |
| -  | Unione Sovietica (bandiera) | P     | Mychajlo Mychajlov  |
| -  | Unione Sovietica (bandiera) | D     | Anatoli Demianenko  |
| -  | Unione Sovietica (bandiera) | D     | Oleh Kuznjecov      |
| -  | Unione Sovietica (bandiera) | D     | Andrej Bal'         |
| -  | Unione Sovietica (bandiera) | D     | Volodymyr Bezsonov  |
| -  | Unione Sovietica (bandiera) | D     | Serhij Šmatovalenko |
| -  | Unione Sovietica (bandiera) | D     | Achrik Cvejba       |
| -  | Unione Sovietica (bandiera) | D     | Andriy Annenkov     |
| -  | Unione Sovietica (bandiera) | D     | Borys Derkach       |
| -  | Unione Sovietica (bandiera) | D     | Andrey Aleksanenkov |

| N. |                             | Ruolo | Calciatore            |
| -- | --------------------------- | ----- | --------------------- |
| -  | Unione Sovietica (bandiera) | D     | Oleh Lužnyj           |
| -  | Unione Sovietica (bandiera) | D     | Serhiy Zayets         |
| -  | Unione Sovietica (bandiera) | C     | Vasyl' Rac            |
| -  | Unione Sovietica (bandiera) | C     | Pavel Jakovenko       |
| -  | Unione Sovietica (bandiera) | C     | Hennadij Lytovčenko   |
| -  | Unione Sovietica (bandiera) | C     | Oleksij Mychajlyčenko |
| -  | Unione Sovietica (bandiera) | C     | Ivan Jaremčuk         |
| -  | Unione Sovietica (bandiera) | C     | Serhij Kovalec'       |
| -  | Unione Sovietica (bandiera) | A     | Oleg Salenko          |
| -  | Unione Sovietica (bandiera) | A     | Oleh Protasov         |
| -  | Unione Sovietica (bandiera) | A     | Sergej Juran          |

## Risultati

### Campionato

#### Girone di andata
| Arbitro: | Savchenko (Mosca) |

|             |           |             |
| Muhadow 85’ | Marcatori | 4’ Bezsonov |

| Arbitro: | Sharoyan (Oktemberyan) |

|             |           |              |
| Korneev 84’ | Marcatori | 60’ Protasov |

| Arbitro: | Timoshenko (Rostov sul Don) |

|                     |           |  |
| Protasov 45’ (rig.) | Marcatori |  |

| Arbitro: | Butenko (Mosca) |

|  |           |                                           |
|  | Marcatori | 16’ Kuznjecov 71’ Lytovčenko 88’ Protasov |

| Arbitro: | Medvedskij (Volžskij) |

|                     |           |             |
| Protasov 45’ (rig.) | Marcatori | 80’ Derkach |

| Arbitro: | Spirin (Mosca) |

|         |           |  |
| Son 31’ | Marcatori |  |

| Arbitro: | Lunin (Mosca) |

|                                      |           |  |
| Protasov 38’ (rig.) Šmatovalenko 60’ | Marcatori |  |

| Arbitro: | Ovchinnikov (Mosca) |

|  |           |                            |
|  | Marcatori | 31’ Kuznjecov 34’ Jaremčuk |

| Arbitro: | Ragimov (Baku) |

|            |           |                                       |
| Šmarov 21’ | Marcatori | 56’ Salenko 58’ Jaremčuk 69’ Protasov |

| Arbitro: | Timoshenkov (Rostov sul Don) |

|                                         |           |                                         |
| Lytovčenko 5’ Juran 25’, 39’ Zayets 76’ | Marcatori | 51’ Agashkov 54’ J. Savičev 65’ Tishkov |

| Volgograd 13 maggio 1990 13ª giornata | Rotor            | 0 – 0 referto | Dinamo Kiev | Tsentralnyi Stadion (34 000 spett.)\| Arbitro: \| Kirillov (Mosca) \| |
| Arbitro:                              | Kirillov (Mosca) |               |             |                                                                       |

| Arbitro: | Butenko (Mosca) |

|                                      |           |  |
| Protasov 32’, 55’ (rig.), 74’ (rig.) | Marcatori |  |

#### Girone di ritorno
| Arbitro: | Kirillov (Mosca) |

|                                 |           |                             |
| Yevseyev 28’ (rig.) Kobozev 72’ | Marcatori | 40’ Protasov 50’ Lytovčenko |

| Mosca 30 luglio 1990 17ª giornata | Dinamo Mosca          | 0 – 0 referto | Dinamo Kiev | Stadio Centrale Dinamo (15 000 spett.)\| Arbitro: \| Medvedskij (Volžskij) \| |
| Arbitro:                          | Medvedskij (Volžskij) |               |             |                                                                               |

| Arbitro: | Zhuk (Minsk) |

|                          |           |              |
| Protasov 7’ Kovalec' 87’ | Marcatori | 78’ Tyščenko |

| Arbitro: | Kirillov (Mosca) |

|                               |           |  |
| Salenko 21’ Rac 56’ Juran 87’ | Marcatori |  |

| Arbitro: | Sharoyan (Oktemberyan) |

|                                    |           |            |
| Protasov 12’ (rig.), 59’ Juran 44’ | Marcatori | 34’ Šmarov |

| Mosca 5 settembre 1990 22ª giornata | Torpedo Mosca    | 0 – 0 referto | Dinamo Kiev | Stadio Torpedo (4 300 spett.)\| Arbitro: \| Gorin (Chișinău) \| |
| Arbitro:                            | Gorin (Chișinău) |               |             |                                                                 |

| Arbitro: | Ovchinnikov (Mosca) |

|                     |           |  |
| Lytovčenko 27’, 49’ | Marcatori |  |

| Arbitro: | Pyanyh (Donec'k) |

|                         |           |                |
| Juran 7’ Lytovčenko 50’ | Marcatori | 17’ Kandrac'eŭ |

| Arbitro: | Zhuk (Minsk) |

|                               |           |                 |
| Salenko 38’ Juran 67’ Rac 84’ | Marcatori | 49’ Muḩammadiev |

| Arbitro: | Chechoev (Vladikavkaz) |

|                                               |           |             |
| Derkach 23’, 53’ Juran 52’ Salenko 64’ (rig.) | Marcatori | 38’ Korneev |

| Arbitro: | Husainov (Mosca) |

|                                           |           |                |
| Markhel 12’ (rig.) Sokol 26’ H. Lesun 58’ | Marcatori | 66’, 79’ Juran |

| Arbitro: | Filippov (Mosca) |

|                               |           |              |
| Markosyan 60’ Akarapetyan 87’ | Marcatori | 38’ Kovalec' |

### Coppa dell'URSS
| Kamyšin 20 luglio 1990 Terzo turno – Andata | Tekstil'ščik Kamyšin | 0 – 0 referto | Dinamo Kiev | Stadion Tekstilshchik (8 000 spett.)\| Arbitro: \| Husainov (Mosca) \| |
| Arbitro:                                    | Husainov (Mosca)     |               |             |                                                                        |

| Arbitro: | Husainov (Mosca) |

|                                                                   |           |                   |
| Salenko 18’, 50’, 58’ Lytovčenko 43’ Protasov 79’ Zayets 81’, 85’ | Marcatori | 16’ Shajmuhametov |

### Coppa delle Coppe
| Arbitro: | Nervik |

|                         |           |                       |
| Nyyssönen 38’ Gayle 89’ | Marcatori | 11’ Salenko 66’ Juran |

| Arbitro: | Deda |

|                                           |           |  |
| Salenko 14’ Lytovčenko 25’, 54’ Juran 85’ | Marcatori |  |

| Arbitro: | Aleksandrov |

|                |           |  |
| Lytovčenko 65’ | Marcatori |  |

| Arbitro: | Aleksandrov |

|                           |           |               |
| Foldyna 51’ Bittengel 72’ | Marcatori | 6’, 60’ Juran |

| Arbitro: | Syme |

|                               |           |                                          |
| Zayets 33’ Salenko 81’ (rig.) | Marcatori | 6’ Bakero 45’ Urbano 63’ (rig.) Stoičkov |

| Arbitro: | Petrović |

|          |           |           |
| Amor 90’ | Marcatori | 62’ Juran |

## Statistiche

### Statistiche di squadra
| Competizione      | Punti | Totale | Totale | Totale | Totale | Totale | Totale | DR  |
| Competizione      | Punti | G      | V      | N      | P      | Gf     | Gs     | DR  |
| ----------------- | ----- | ------ | ------ | ------ | ------ | ------ | ------ | --- |
| Vysšaja Liha      | 34    | 24     | 14     | 6      | 4      | 44     | 20     | +24 |
| Coppa dell'URSS   | -     | 2      | 1      | 1      | 0      | 7      | 1      | +6  |
| Coppa delle Coppe | -     | 6      | 2      | 3      | 1      | 12     | 8      | +4  |
| Totale            | 34    | 32     | 17     | 10     | 5      | 63     | 29     | +34 |